# Йохан III фон Шварценберг
Йохан III фон Шварценберг (на немски: Johann III fon Schwarzenberg; * 1525; † 28 ноември 1588) е граф на Шварценберг.

## Живот
Той е син на фрайхер Фридрих фон Шварценберг (1498 – 1561) и първата му съпруга графиня Ванделбурга фон Хелфенщайн (1509 – 1528), дъщеря на граф Георг I фон Хелфенщайн († 1517) и Елизабет фон Лимпург-Шпекфелд († 1538). Баща му се жени втори път през 1529 г. за графиня Мария фон Вертхайм († 1536), дъщеря на граф Георг II фон Вертхайм (1487 – 1530), и трети път 1537 г. за Анна фон Йотинген-Йотинген († 19 април 1549), дъщеря на Лудвиг XV фон Йотинген-Йотинген (1486 – 1557) и графиня Мария Салома фон Хоенцолерн (1488 – 1548). Полубрат е на Паул фон Шварценберг (* 1530; † 1572), Албрехт фон Шварценберг (* 29 януари 1539; † 30 ноември 1563) е убит при Юстад, и на Фридрих II фон Шварценберг (* 28 април 1540; † 19 януари 1570, граф на Шварценберг-Хоенландсберг, женен от 1537 г. за Анна фон Йотинген-Йотинген († 19 април 1549), дъщеря на Лудвиг XV фон Йотинген-Йотинген (1486 – 1557) и графиня Мария Салома фон Хоенцолерн (1488 – 1548).
Йохан III се жени на 25 февруари 1560 г. в Хайделберг за Мария Якоба фон Йотинген-Йотинген (* 1525; † 13 декември 1575), вдовица на пфалцграф Йохан II фон Зимерн (1492 – 1557), дъщеря на Лудвиг XV фон Йотинген-Йотинген (1486 – 1557) и графиня Мария Салома фон Хоенцолерн (1488 – 1548). Съпругата му Мария Якоба е сестра на Анна фон Йотинген-Йотинген, съпругата на баща му. Бракът е бездетен.
Йохан III фон Шварценберг умира на 30 септември 1588 г. и е погребан в Шайнфелд.